# Disneyland
Disneyland là công viên giải trí đầu tiên thuộc Công ty Walt Disney được xây dựng dựa trên hai công viên giải trí tại Disneyland Resort ở Anaheim, California và khai trương vào ngày 17 tháng 7 năm 1955 bởi Walt Disney. Walt Disney đã đưa ra khái niệm về Disneyland sau khi đến thăm các công viên giải trí khác nhau với các con gái của ông trong những năm 1930 và 1940. Ban đầu ông đã hình dung việc xây dựng một điểm thu hút khách du lịch liền kề với các studio của mình ở Burbank với mục đích giải trí cho những người hâm mộ đến thăm. Sau khi thuê một chuyên gia tư vấn để giúp xác định một địa điểm phù hợp cho dự án của mình, Disney đã mua một khu đất rộng 160 mẫu gần Anaheim vào năm 1953. Quá trình xây dựng đã bắt đầu vào những năm 1954 và công viên đã được công bố trong một sự kiện báo chí được truyền hình đặc biệt trên kênh truyền hình ABC vào ngày 17 tháng 7 năm 1955.
Kể từ khi mở cửa, Disneyland đã trải qua những mở rộng và cải tạo lớn, bao gồm cả việc bổ sung thêm vào cả Quảng trường New Orleans vào năm 1966, Bear Country (nay là Critter Country) vào năm 1972 và Mickey's Toontown vào năm 1993 và Disney California Adventure Park khai trương vào năm 2001 được xây dựng dựa trên địa điểm bãi đậu xe ban đầu của Disneyland; Star Wars: Galaxy's Edge khai trương năm 2019.
Disneyland có số lượng khách tham quan nhiều hơn bất kỳ công viên chủ đề nào khác trên thế giới, với hơn 708 triệu lượt khách kể từ khi khai trương (tính đến tháng 12 năm 2017). Trong năm 2017, công viên đã có khoảng 18,3 triệu du khách, khiến công viên trở thành công viên giải trí được đi đến nhiều thứ hai trên thế giới trong năm đó, chỉ sau Vương quốc Phép thuật tại Florida, Mỹ. Theo báo cáo của Disney vào tháng 3 năm 2005, 65.700 việc làm đã được Disneyland Resort hỗ trợ, bao gồm khoảng 20.000 nhân viên Disney trực tiếp và 3.800 nhân viên bên thứ ba (nhà thầu độc lập hoặc các nhân viên của họ).

## Các khu vực tham quan

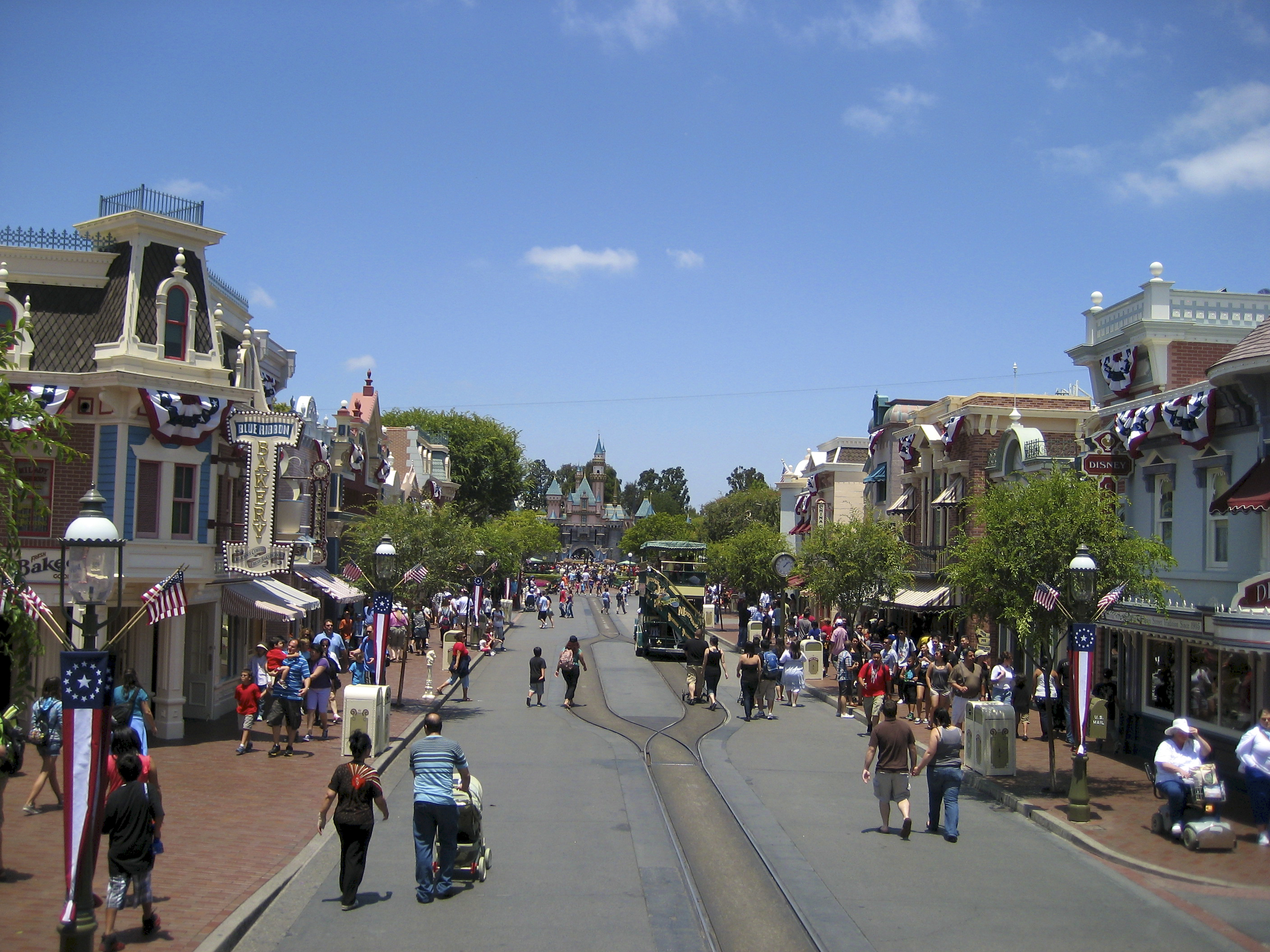
Phố đi bộ chính.

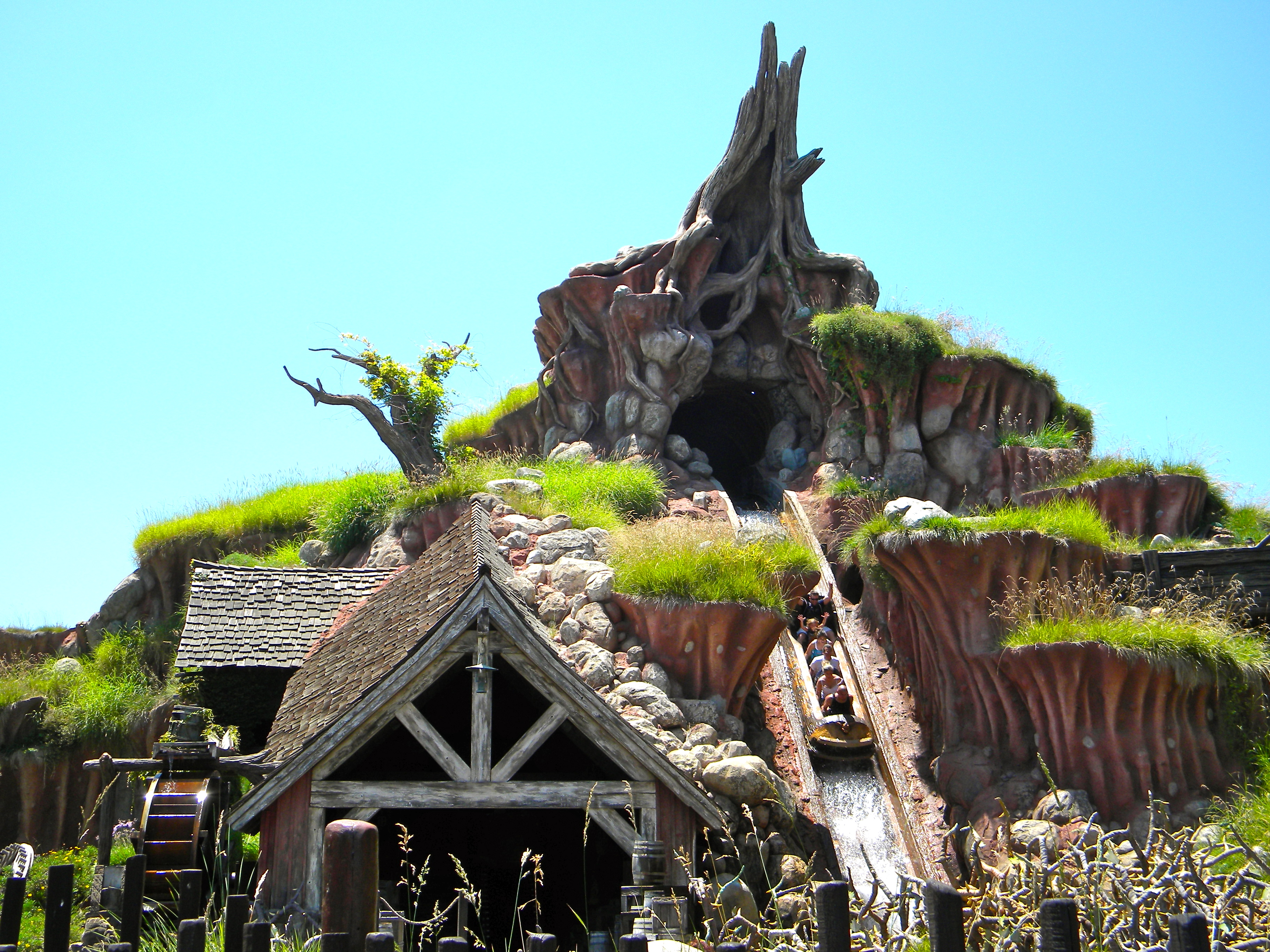
Critter Country.

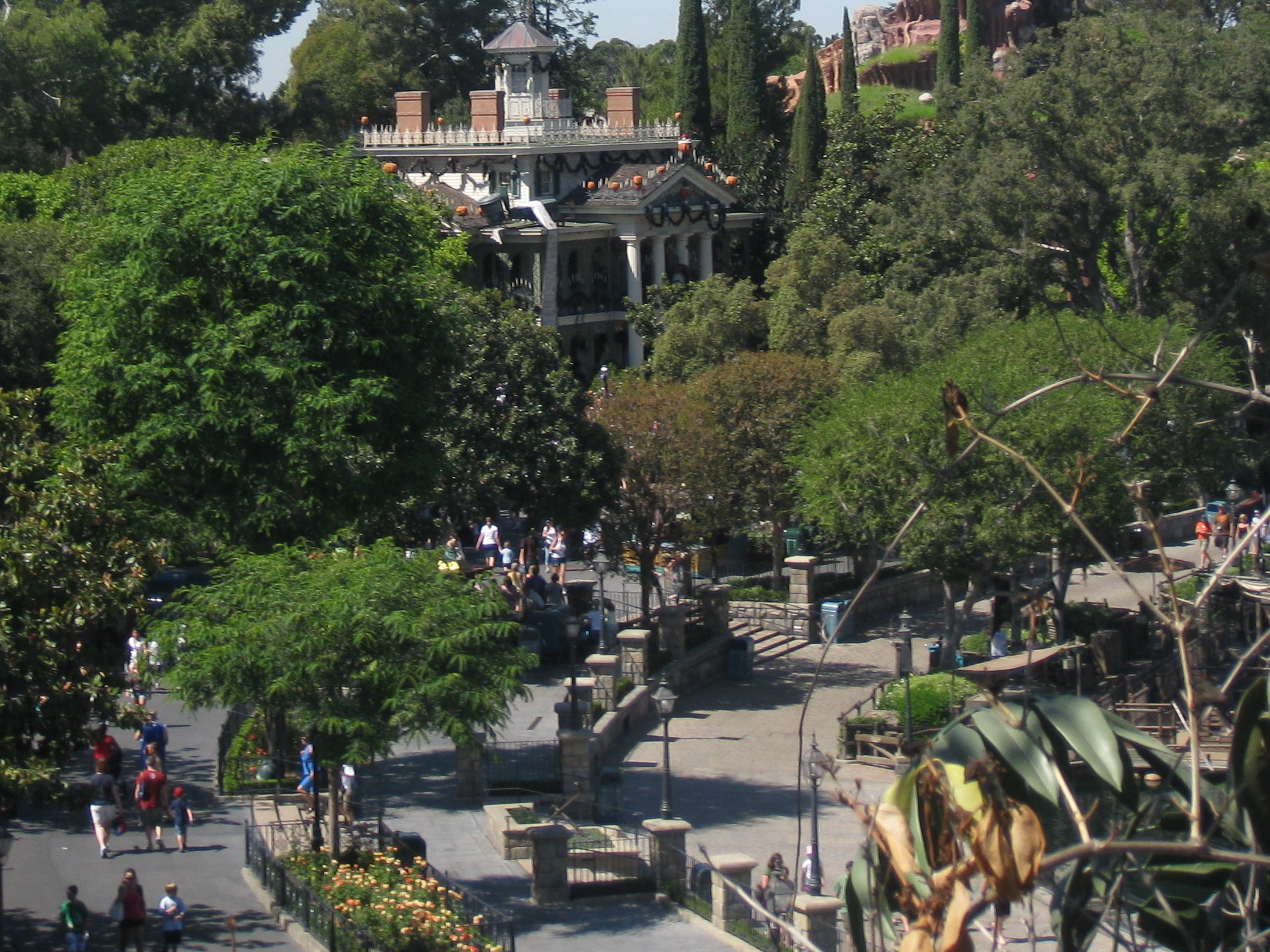
Quảng trường New Orleans.

Main Street: đây là khu vực đầu tiên mà du khách sẽ nhìn thấy khi đặt chân đến công viên. Main Street tạo sự tưởng nhớ về thời kỳ Victoria của Mỹ với các nhà ga xe lửa, thị trấn vuông, rạp chiếu phim, hội trường thành phố, trạm cứu hỏa hoàn chỉnh với động cơ máy bơm hơi nước, trung tâm thương mại, cửa hàng, mái vòm, xe bus hai tầng, xe ngựa điện... Đây cũng chính là con đường dẫn đến Central Plaza.
Adventureland: được thiết kế giống như các khu rừng hẻo lánh ở châu Phi, châu Á, Nam Mỹ và Nam Thái Bình Dương. Khu vực có các điểm chú ý như Jungle Cruise, các Indiana Jones phiêu lưu, Treehouse Tarzan và cũng đã có nhiều bộ phim được quay tại đây như Swiss Family Robinson – một bộ phim miêu tả Swiss Family Treehouse...
Frontierland: là khu vực dọc theo biên giới nước Mỹ, dù không có nhiều điểm tham quan nhưng với sự hoang dã của vùng đất quê hương và ban nhạc Pinewood Ấn Độ người Mỹ bản địa nên rất thu hút nhiều khách du lịch đến tham quan.
Fantasyland: một vùng đất tuyệt vời dành cho tuổi trẻ của mọi người với những chuyến bay của Peter Pan chiếm hơn một nửa của khu vực này. Ngoài ra còn có các điểm tham quan khác như Sleeping Beauty Castle,  các vua Arthur Carousel... Mặc dù đã từng đóng cửa vào năm 1992 vì những lý do an ninh, nhưng nó đã mở cửa trở lại vào năm 2008 với màn biểu diễn kể chuyện của nghệ sĩ Eyvind Earle.
Tomorrowland: khu vực này gồm có các khu vui chơi giải trí như Space Mountain, Star Wars Launch Bay, Autopia, Jedi Training: Trials of the Temple, Disneyland Monorail, Astro Orbitor, và Buzz Lightyear Astro Blasters. Tomorrowland như là một kiểu vương quốc ma thuật của Disneyland.
Quảng trường New Orleans: khai trương vào ngày 24 tháng 7 năm 1966, quảng trường New Orleans được xây dựng theo khuôn mẫu ở thế kỷ 19. Quảng trường là địa điểm rất nổi tiếng với các khách du lịch và là khu vực độc quyền tại Disneyland, vì có những điểm tham quan như Cướp biển vùng Caribbean và Haunted Mansion, và các phòng nghỉ đêm duy nhất mở cửa tại công viên.
Critter Country: tên trước kia của khu vực này là Bear Country và được đổi thành Critter Country từ năm 1988. Khu vực được xây dựng theo các khu rừng ở Tây Bắc Pacific, bao gồm các nhà hàng và các khu giải trí như Golden Bear Lodge, trung tâm giải khát Mile Long Bar, Swingin 'Arcade Teddi Barra, và Explorer Canô Davy Crockett.
Toontown Mickey: mở cửa vào năm 1993 dựa trên những bộ phim hoạt hình nổi tiếng và cũng là nhà của những nhân vật hoạt hình như chuột Mickey, chuột Minnie và Goofy, cũng như vịt Donald. Ở đây có các chương trình giải trí như Go Coaster Gadget và xe Toon spin Roger Rabbit.

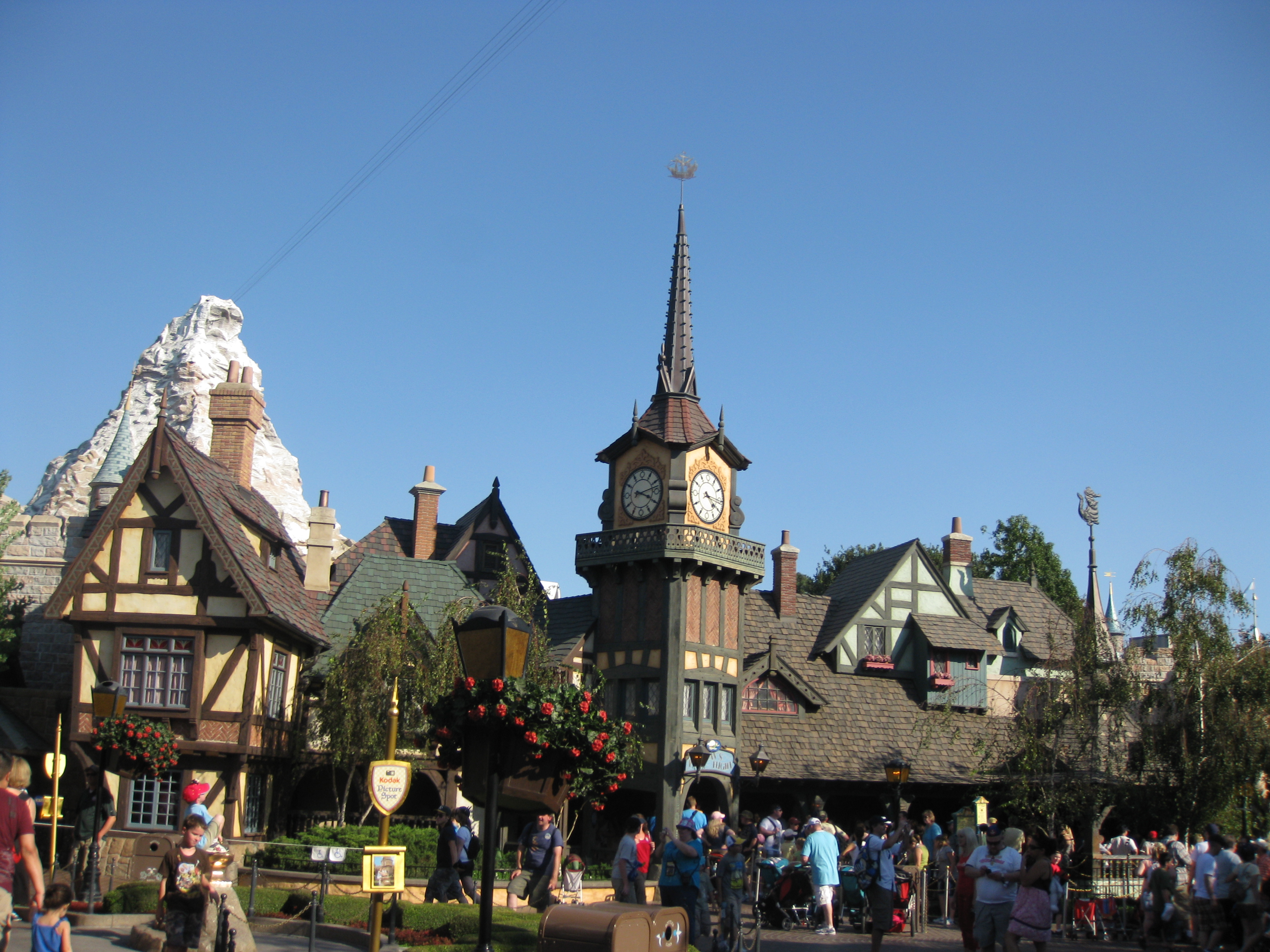
Fantastyland.

Bên cạnh những khu vực trên, công viên còn có các nhà hàng, quán ăn để phục vụ khi du khách mệt mỏi, đói bụng và muốn nghỉ ngơi. 

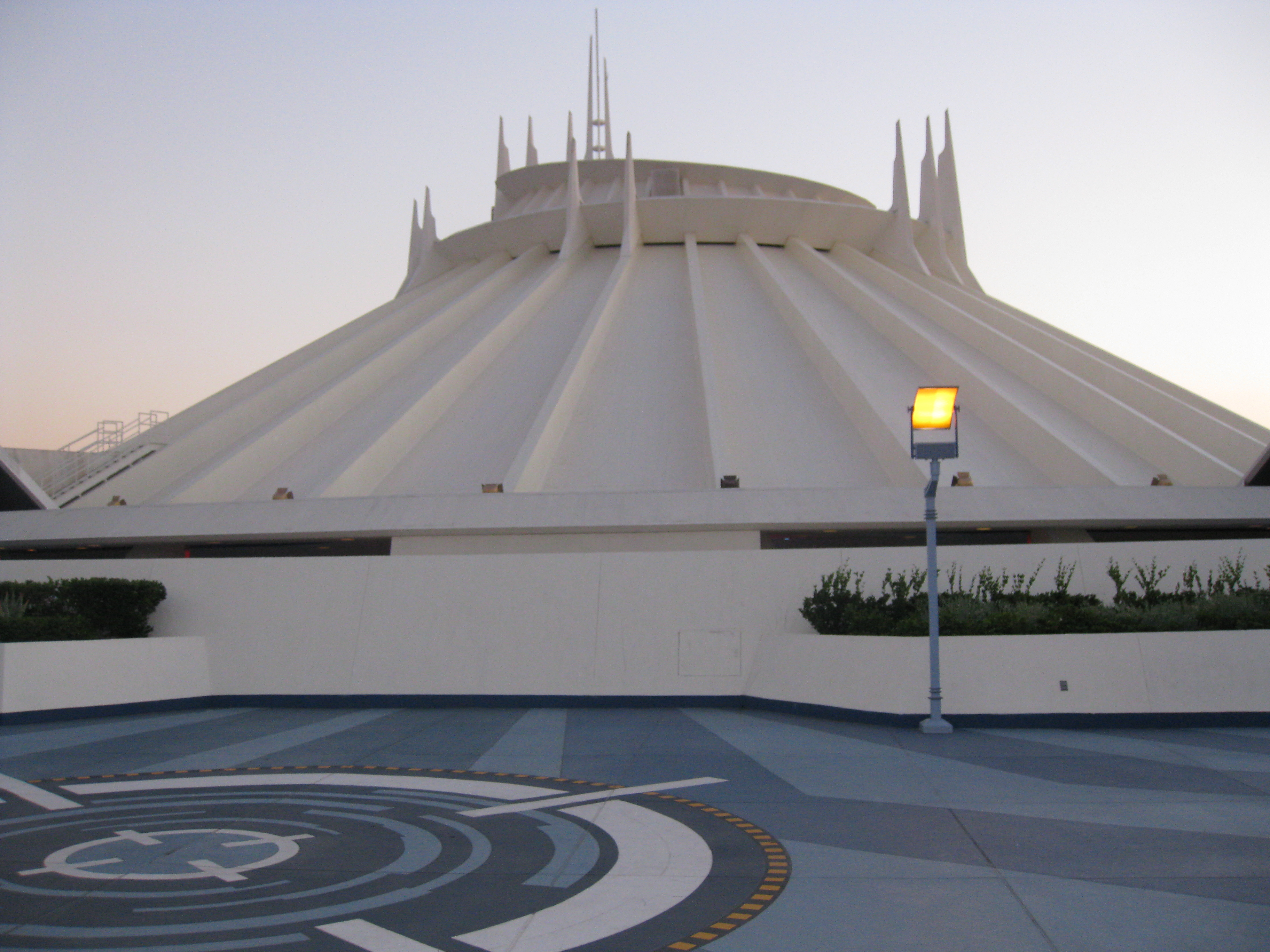
Tomorrowland.

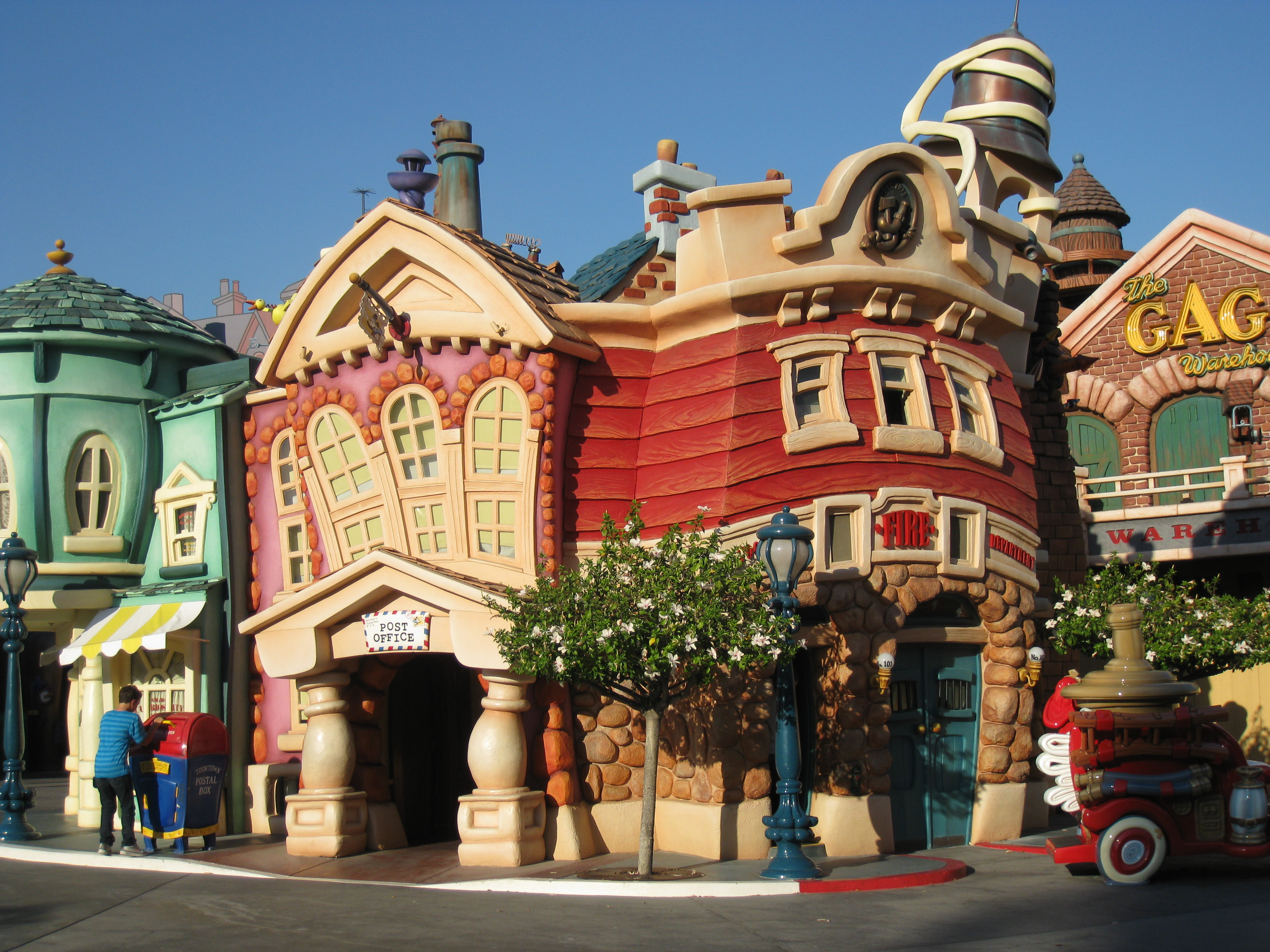
Mickey's Toontown.

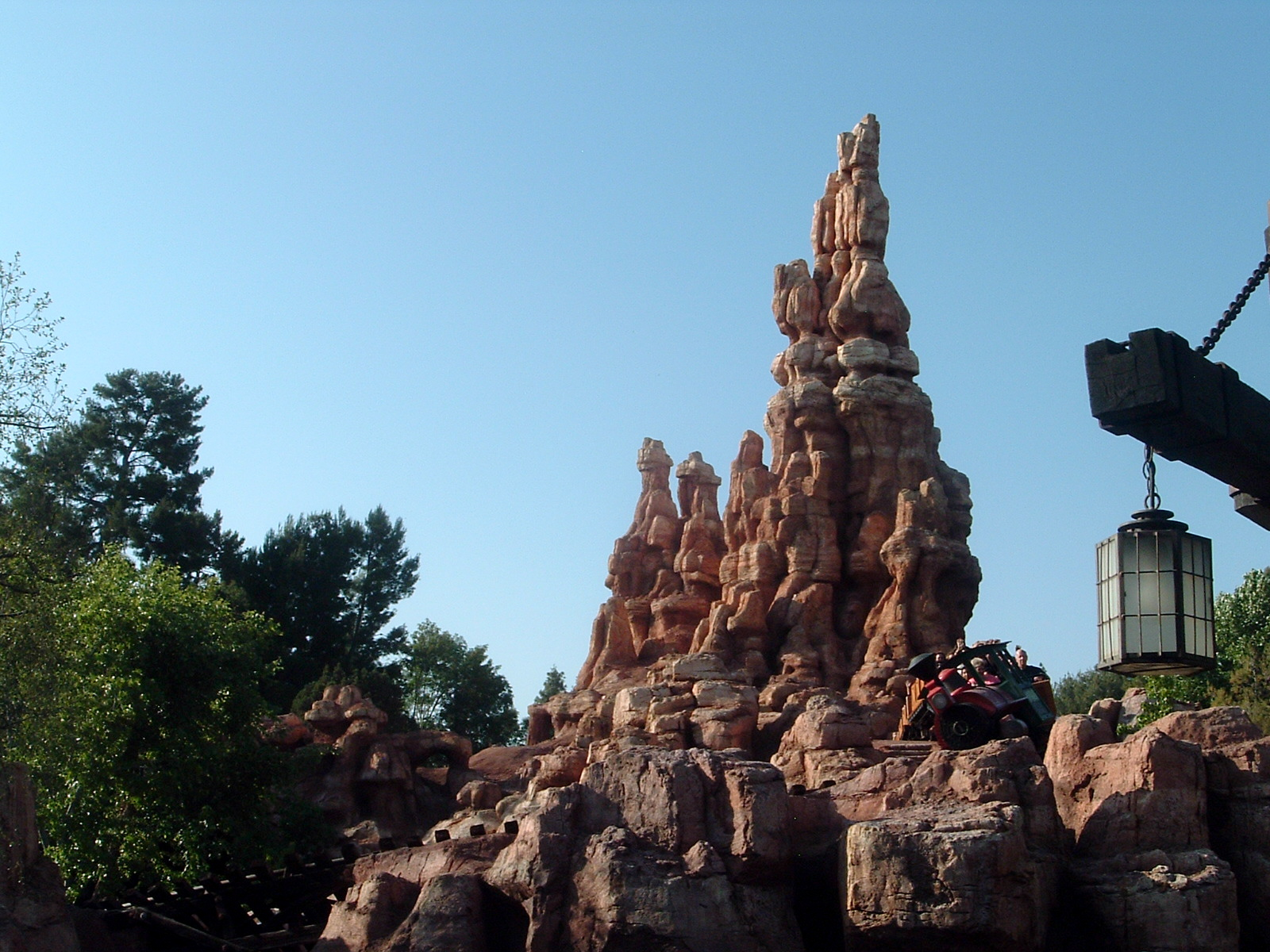
Frontierland.

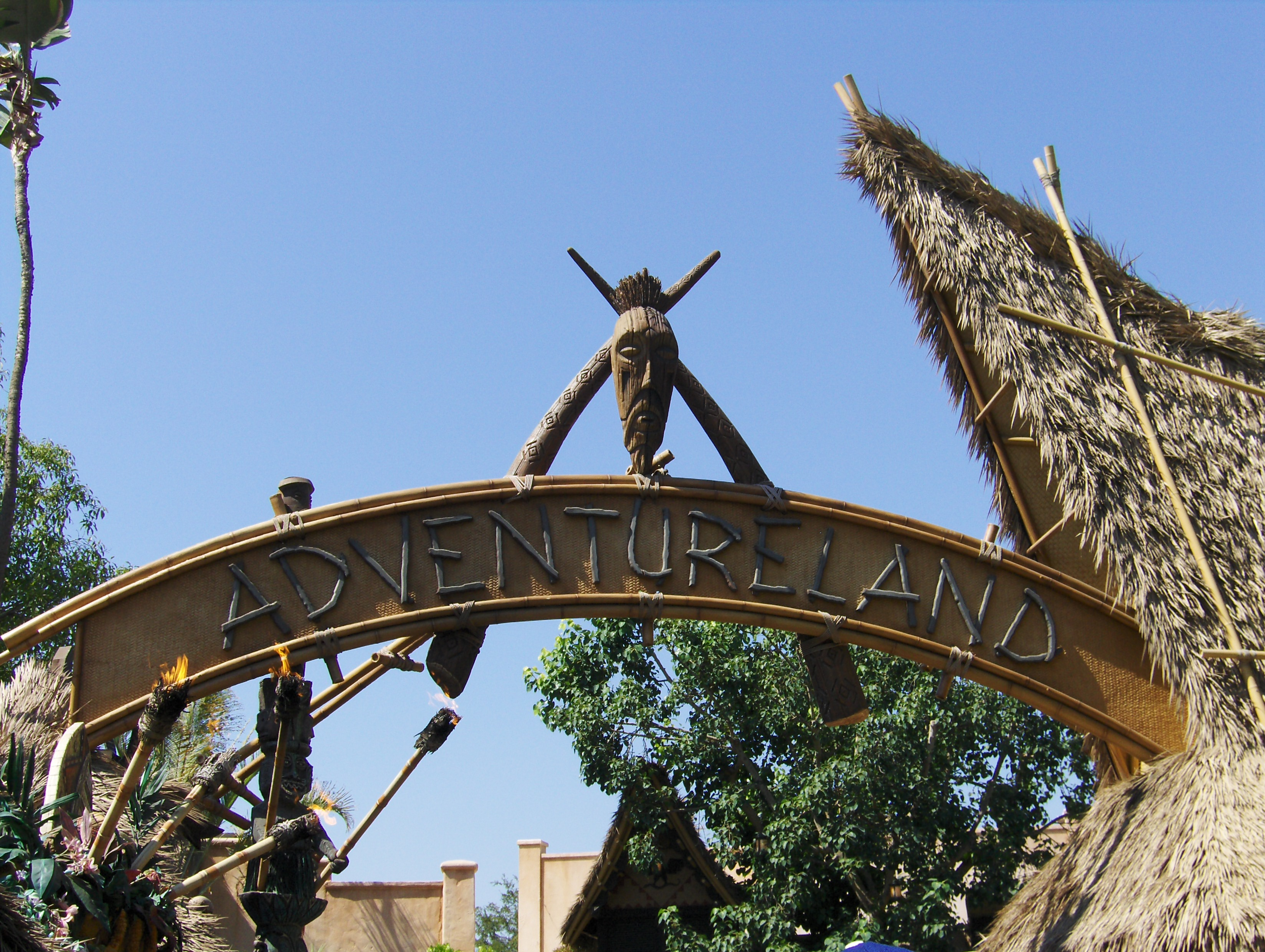
Adventureland.